# Motta di Livenza
Motta di Livenza (Mota in veneto e in friulano occidentale) è un comune italiano di 10 605 abitanti della provincia di Treviso in Veneto.

## Storia
Motta di Livenza nel 1291 viene nominata "Figlia primogenita della Serenissima". Nel 1511 "Figlia prediletta della Serenissima Repubblica". La sua storia è legata alla storia di Venezia.
Trovandosi lungo la Postumia, un'antica arteria dell'Impero Romano, a pochi chilometri da Concordia Sagittaria e Oderzo, due città d'epoca romana, fu luogo di transito e poi terra di feudi e diocesi. La Curte in Laurentiaca citata nel 762 dai figli del duca Pietro del Friuli, oggi chiamata Lorenzaga e frazione di Motta, ne testimonia l'origine a sinistra del Livenza. Con buona probabilità è questa la ragione per cui, nei documenti antichi, spesso Motta viene localizzata in terra friulana, essendo il Livenza il fiume che da sempre determina il confine delle due regioni.
Il nome Lorenzaga deriva dai possedimenti di un colono romano Laurentus o Laurentius, un prediale (luogo geografico che prende il nome da un possessore) appartenente alla diocesi di Concordia e al patriarcato di Aquileia.
Il primo insediamento sulla riva destra del Livenza e in prossimità della confluenza del suo affluente, il fiume Monticano, fu un castello dei Da Camino (1300). Marin Sanudo il Giovane (1466-1536), diarista, così la descrisse: "…due fiumi che qui s'accompagnano e bagnano la Rocca". Nel 1412, a Motta di Livenza si svolse una cruenta battaglia tra gli ungheresi di Sigismondo d'Ungheria e i veneziani, che schierarono anche tre galee e molte altre navi armate sulla Livenza, e che fu vinta dai veneti. Poi antistante all'antico Castello si sviluppò il Porto della Mota, dove le merci dei Veneziani dall'Oriente sbarcavano per proseguire via terra in Europa. Ma è dal Quattrocento che diviene luogo importante per Venezia e che diede i natali a grandi personaggi in campi diversi.
Caratterizzano e raccontano la storia di questa città due chiese, la basilica della Madonna dei Miracoli, e il duomo di San Nicolò attorniato da un antico nucleo di case costruite nel tipico stile del luogo tra cui quella che fu del cardinale Girolamo Aleandro, detta "la castella" e oggi di proprietà comunale, nel cuore di Motta di Livenza.
La chiesa di San Nicolò, dove sono sepolti il cardinale Girolamo Aleandro e l'anatomo-chirurgo Antonio Scarpa — illustri cittadini cui Motta diede i natali — è uno dei più significativi monumenti storici della città. Risalente al 963 d.C. (come testimonia un'antica iscrizione ritrovata nella chiesa nel corso del XVI secolo e di cui ci dà notizia Lepido Rocco nel 1896 nella sua opera letteraria Motta di Livenza e suoi dintorni) testimonia che la città esisteva, in un nucleo ridotto, già prima dell'anno 1000 e prima dell'insediamento del castello dei Da Camino.
La chiesa di San Nicolò, alla fine di febbraio del 1516, fu visitata dal vicario del vescovo di Ceneda. L'antica struttura stava per essere demolita, ma questi ordinò di conservare la chiesa e porre una trascrizione in parete in ricordo della sua fondazione: Jesus: Plebanus Sancti Joannis Baptistae et Populus Castri Mothae me facerunt construxerunt et adoptaverunt, et in Iuspatronatum dicte Plebis et Populum dicti Castri constituit temporibus me reliquierunt. Nel testo si dichiarava che era stata costruita e presa in giuspatronato dal pievano di San Giovanni Battista insieme con di Motta nell'anno 963. La chiesa di San Nicolò, infatti, fin dalla sua fondazione dipendeva dall'antica Pieve di San Giovanni e per lungo tempo fu affidata a un sacerdote officiante, facente le veci del pievano di San Giovanni. Prima del 1388, anno dell'elezione di Motta a Podestaria, S. Nicolò fu la "Chiesa del Signore del Castello", in altre parole della famiglia Da Camino, dopodiché diventò la "Chiesa del Podestà". In considerazione della crescente affezione che il popolo mottense manifestò verso la chiesa, il Consiglio della Magnifica Comunità nominò nel 1468 il primo cappellano di S. Nicolò. In quel periodo, il centro abitato, sorto intorno al castello, ebbe un notevole sviluppo.
Questa situazione fece aumentare l'importanza della chiesa di San Nicolò tanto che, nel 1486, il Consiglio deliberò che la residenza del pievano fosse trasferita a Motta al fine di assicurare un proficuo ministero religioso agli abitanti. Questa volontà popolare fu però accolta dalla Curia soltanto dopo una lunghissima diatriba, nel 1566, quando il pievano si stabilì a Motta e vennero in seguito, nel 1586, portati ufficialmente i Sacramenti da San Giovanni.
Nel 1497, sempre il Consiglio ordinò la costruzione del campanile, che fu ultimato nel 1501. Due anni dopo, mostrò alcuni segni evidenti di cedimento strutturale che portarono alla decisione di palizzare l'edificio per potervi eseguire i necessari lavori di consolidamento.
Tuttavia, il terremoto del marzo del 1511 compromise definitivamente la già precaria opera muraria della chiesa e, nel 1516, si decise di procedere con la riedificazione dei vecchi muri utilizzando la pietra viva. Il cantiere si chiuse dopo un lunghissimo tempo, alla fine del Cinquecento, anche grazie alla provvidenziale intercessione del cardinale Girolamo Aleandro che spinse papa Paolo III (1534-1549) a offrire la somma di 281 ducati pro Fabrica Sancti Nicolai in Mothe.
Si riteneva che la direzione dei lavori fosse stata affidata a Padre Zorzi, architetto di Venezia e amico di Jacopo Sansovino, già presente a Motta con l'incarico di supervisore della fabbrica della chiesa della Madonna dei Miracoli, edificata dal 1510 al 1513. Ricerche più recenti hanno dimostrato che Zorzi non aveva un ruolo di architetto. (Le due chiese di A.V.A.) Gli scalpellini che lavorarono erano i veneziani Buora figli di Giovanni che aveva lavorato con l'architetto Mauro Codussi nella chiesa di San Michele. I lavori si protrassero a lungo e si arrivò fino al 25 giugno 1672 quando finalmente il vescovo di Ceneda Pietro Leoni consacrò il duomo di San Nicolò. Ancora oggi le due chiese, Basilica e Duomo, costituiscono i due centri della città e ne sono i punti di riferimento geografico.
Al termine della III guerra d'indipendenza, la città entra a far parte del Regno d'Italia come capoluogo del mandamento di Motta di Livenza, soppresso nel 1923.

### Simboli
Lo stemma di Motta di Livenza è stato riconosciuto con decreto del capo del governo del 16 febbraio 1943.
Il gonfalone, concesso con decreto del presidente della Repubblica del 20 ottobre decreto 1990, è costituito da un drappo di bianco.

### Onorificenze
La città di Motta di Livenza è tra le città decorate al valor militare per la guerra di liberazione, insignita delle medaglie d'argento e di bronzo al valor militare per i sacrifici delle sue popolazioni e per l'attività nella lotta partigiana durante la seconda guerra mondiale:

## Monumenti e luoghi d'interesse

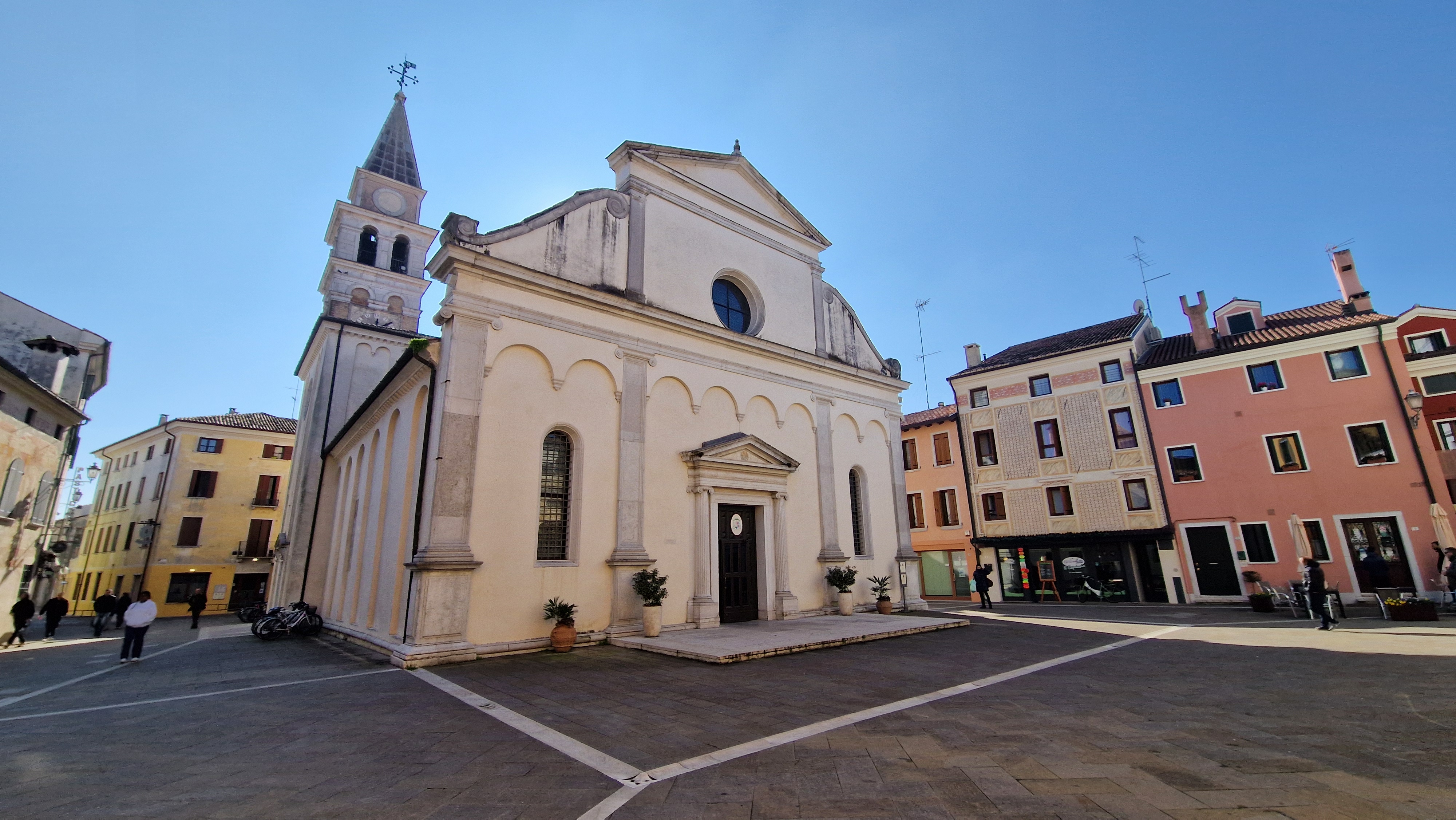
Veduta del Duomo di Motta di Livenza

### Duomo di San Nicolò
Il duomo di San Nicolò Vescovo è il principale luogo di culto cattolico di Motta di Livenza, in provincia di Treviso e diocesi di Vittorio Veneto; è sede della forania Mottense.
La prima chiesa fu quella di S. Giovanni "extra muros" edificata verso il mille e forse anche prima. È l'antica parrocchiale e matrice. Quasi subito dopo, il Senato Veneto permise l'erezione della chiesa di S. Nicolò nel centro del territorio dove c'era il castello e dove era più numerosa la popolazione. Il Parroco risiedette a S. Giovanni fin verso il '700. In quell'epoca la matrice fu ridotta a semplice curazia con un sacerdote come cappellano.
L'attuale Duomo di Motta fu costruito a partire dal 1516 su disegno di Antonio Buora. Nel 1539 era già ultimato ma fu consacrato il 2 giugno 1672 dal Vescovo Pietro Leoni. Il parroco di S. Nicolò porta il titolo di arciprete dal 1695 e in seguito alla rinuncia da parte del Comune del "giuspatronato", ebbe il titolo, dalla Santa Sede, di Prelato Domestico di Sua Santità... Motta diede i natali anche al Cardinal Gerolamo Aleandro (dec. 1542) che fra l'altro ebbe l'incarico da Papa Leone X di portare in Germania a Lutero la famosa Bolla "Exurge".
Il Duomo di Motta di Livenza, per la sua architettura e le opere d'arte che possiede, è uno dei monumenti sacri più insigni di tutta la Diocesi.

### Santuario della Madonna dei Miracoli

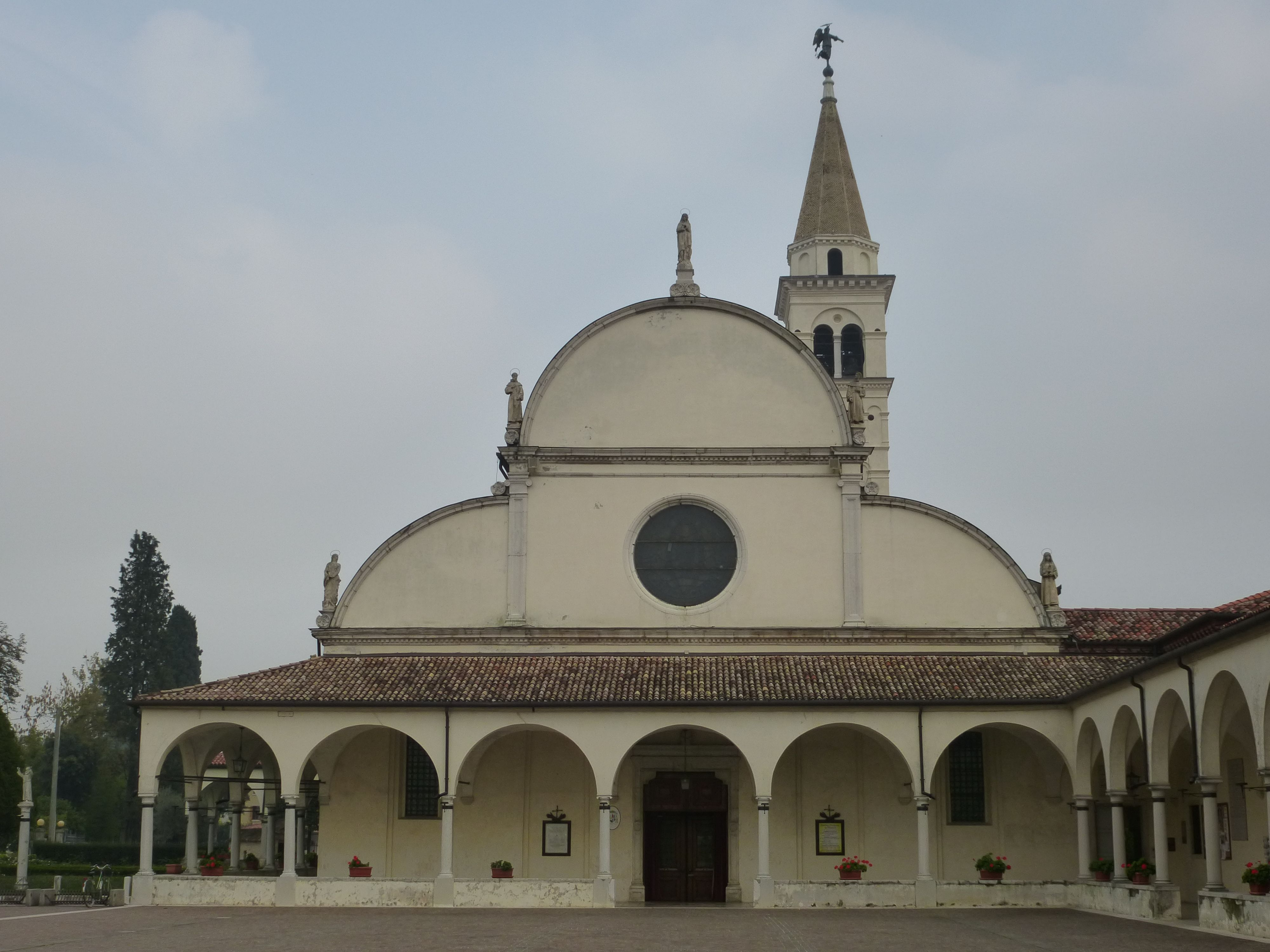
Basilica della Madonna dei Miracoli (1510) su progetto di padre Francesco Zorzi

Il santuario basilica della Madonna dei Miracoli è meta di frequenti pellegrinaggi. Fu eretta in seguito all'apparizione mariana che sarebbe avvenuta il 9 marzo 1510: l'anziano Giovanni Cigana si fermava ogni giorno a pregare davanti a una cappellina dedicato alla Vergine Maria, ubicata all'incrocio delle strade per Motta e Oderzo. Quel giorno, durante la preghiera, vide una giovinetta bellissima vestita di bianco, nella quale riconobbe la Madonna, che lo invitò a digiunare e a fare penitenza per tre sabati, insieme alla famiglia e e alla gente del luogo, per ottenere il perdono del Signore, sdegnato per i troppi peccati del popolo. La Vergine chiese anche che in quel luogo fosse costruita una chiesa.
L'edificio, costruito sotto la direzione del francescano veneziano Francesco Zorzi (1466–1540), si presenta come un insieme armonico di forme semplici e lineari: la successione degli archi del chiostro, gli elementi semicircolari del timpano, le vele laterali che delimitano il rosone in cristallo, le statue che ornano la facciata principale, fanno della basilica un autorevole esempio di architettura cinquecentesca. Gli archi che formano il portico anteriore alla facciata principale sono di epoca successiva come si può vedere in un affresco interno al chiostro che fa vedere la facciata originale del tutto simile alla chiesa di Venezia di Santa Maria del Carmine, la cui ispirazione deriva dalla chiesa veneziana di San Michele dell'architetto Mauro Codussi (1440–1504). Con la sua opera De harmonia mundi, Cantica Tria, Francesco Zorzi, veneto, francescano, osservante, rappresenta, in piena epoca rinascimentale, la ricerca di una concordanza universale del sapere e dell'esistenza. De harmonia mundi, Cantica Tria apparsa nel 1525 e più volte ristampata in lingua francese, è dedicata in tre canti a Dio, a Cristo e all'Uomo. Ora vi è anche una traduzione italiana di Saverio Campanini pubblicata da Bompiani per la prima volta in Italia (2010). Padre Zorzi assume il suo primo incarico, in un'attività legata all'architettura, nel 1510 per la costruzione della basilica della Madonna dei Miracoli proprio nel paese che dette i natali a Girolamo Aleandro. A seguito di una apparizione mariana fu edificata una basilica in soli tre anni (terminata nel 1513) con caratteri certamente codussiani come riconosciuto da prestigiosi critici. John McAndrew, tra i più accreditati critici del Rinascimento veneziano, cita nel suo libro intitolato: L'architettura veneziana del primo Rinascimento (Marsilio Editori, 1980) in relazione al Codussi: dice «…la facciata di San Giovanni Crisostomo di Venezia, il cui confronto con quella di San Michele è indispensabile, …è soluzione che diventerà il modello per molte altre chiese …e, curiosamente, anche per la chiesa della Madonna dei Miracoli a Motta di Livenza.» Foscari e Tafuri in L'armonia e i conflitti hanno affermato che: «la chiesa della Madonna di Motta ha una caratterizzazione vagamente codussiana». Le misure interne della chiesa della basilica della Madonna dei Miracoli di Motta di Livenza, non si rifanno però alle idee di padre Francesco Zorzi, elaborate probabilmente in epoca successiva e legate alle teorie cabaliste.
Nel gennaio del 1875 papa Pio IX l'ha elevata alla dignità di basilica minore.

### Toresin

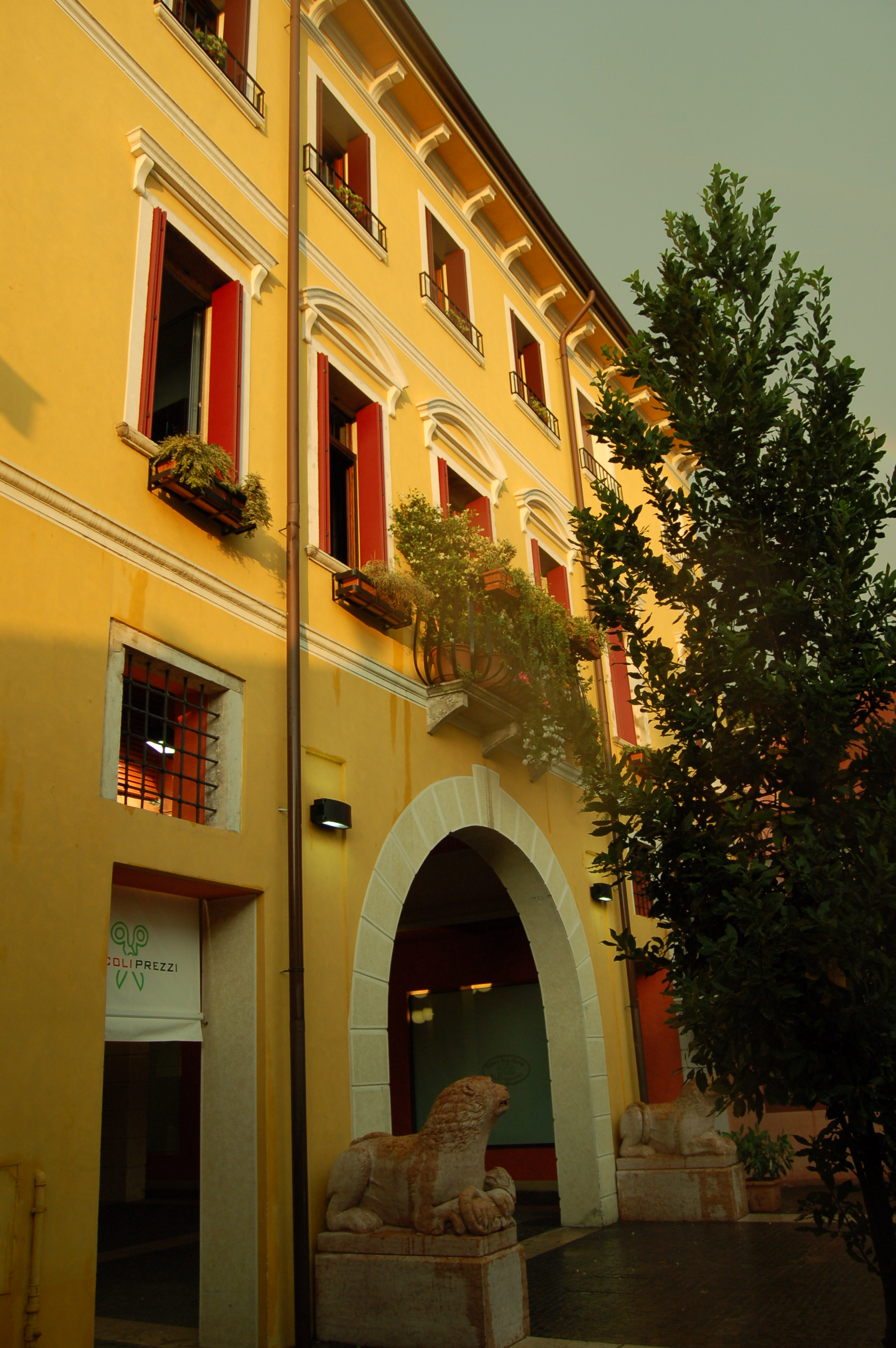
Palazzo del Toresin - Porta Trevisana

Trae origine dall'antica porta Trevisana, attraverso la quale la Postumia proveniente da Treviso, entrava nel nucleo fortificato medievale. Sotto il dominio austriaco fu sede del Governo Militare. L'attuale edificio, il cui primo nucleo appare in una cartografia del 1504, è però una ricostruzione del 1821, quando fu allargato e sopraelevato. Oggi è una residenza privata e funge da ingresso (Sottoportico del Toresin) alla piazza principale.

### Palazzi principali in centro storico
La Loggia, La Castella, Il Toresin (Porta trevigiana), Ex Pinacoteca Scarpa, Ex Scuole Elementari,Colussi (ex Scarpa), Sbeghen, Dugo, Villa Gini, Villa Morosina Fonda.

### Arte
Dal 1833 al 1895 Motta di Livenza è stata la sede di un'importante collezione di dipinti antichi lasciata dal celebre professore Antonio Scarpa agli eredi del suo paese natale e denominata in seguito semplicemente Pinacoteca "Scarpa". Tra le opere in essa contenute vanno ricordati i capolavori di Andrea Mantegna, Sebastiano del Piombo, Orazio Gentileschi, il Sodoma, il Moretto e Lelio Orsi. Vendute dagli eredi in un'asta a Milano nel novembre del 1895, le opere della raccolta Scarpa si trovano oggi in diversi musei e collezioni del mondo, da Londra a Parigi, da Oslo a Budapest, da Boston a Princeton. Inoltre la città ha acquisito nel tempo molti artisti che hanno consentito la realizzazione di un'apprezzata pinacoteca, donando opere per le sale comunali. Tra quelli contemporanei si segnalano Gigi Prosdocimo, Norman Zoia, Mario Nicorelli, Olimpia Biasi, Gina Roma, Morago, Maurizio Frullani, Elio Ciol, Sergio Scabar, Sergio Culot, Roberto Kusterle, Dan Winters, Roy LaGrone, Stefano Tubaro, Jean Turco, Guido Cecere.
Nella piazza principale progetto dell'architetto Boris Podrecca (2002) vi è una scultura dello scultore sloveno Brdar di Lubiana.

## Società

### Evoluzione demografica
Abitanti censiti

### Etnie e minoranze straniere
Al 31 dicembre 2017 gli stranieri residenti nel comune erano 1 618, ovvero il 15,0% della popolazione. Di seguito sono riportati i gruppi più consistenti:
1. Romania 648
2. Albania 193
3. Marocco 183
4. India 156
5. Macedonia 77
6. Cina 47
7. Ucraina 46
8. Senegal 40
9. Nigeria 20

## Geografia antropica

### Frazioni

#### San Giovanni
Il primo nucleo di questa frazione mottense è fatto risalire al 148 a.C. vale a dire alla costruzione della via Postumia che attraversava la Livenza proprio in questa zona e qui fu predicato per la prima volta il Vangelo di Cristo, probabilmente nel corso del III secolo. Dopo l'editto di Costantino del 313 fu costruita la prima chiesa, dedicata a san Giovanni Battista (da cui il nome della località) e quell'antica pieve fu origine di tutte le altre dei dintorni. La chiesa paleocristiana fu però distrutta da Attila, quindi riedificata e nuovamente distrutta nel X secolo al passaggio degli Ungheri. Nuovamente costruita e conservata fino a oggi, la pieve di San Giovanni mostra chiaramente la sua origine romanica e i segni delle precedenti costruzioni, compreso l'antichissimo altare che si trova sotto il presbiterio. Sulla facciata conserva un'edicola funeraria romana, testimone della sua storia bimillenaria ed accanto c'è il cimitero dei mottensi. Attorno alla festa di san Giovanni, 24 giugno, qui si tiene una frequentatissima sagra paesana, sede di uno dei più famosi tornei di calcio saponato o splashball, mentre nel corso dell'anno rivive con partecipazione comunitaria le più significative manifestazioni della tradizione.

#### Malintrada
Seconda per numero d'abitanti con circa 850 unità, Malintrada è la più giovane frazione del Comune di Motta di Livenza. Solo nel 1992 lo Statuto comunale provvedeva ad elevare la località posta sulla strada provinciale per Chiarano al rango di Frazione a tutti gli effetti. Ciò non significa che la zona non fosse conosciuta sin dal medioevo. Nella zona di Redigole Vecchia sono state rinvenute monete romane, ora custodite nel museo di Oderzo. Il nome con tutta probabilità la frazione lo deve al fatto d'essere stata "all'entrata" della grande palude della Motta: siccome alla palude non si associavano valenze positive, si pensava che questa entrata per Motta fosse una "mala entrata". Ai primi del Novecento sulla zona dell'attuale Capitello dedicato alla Madonna (e non erroneamente come riportano errati testi in quello di S. Pietro d'Alcantara, che si trova in territorio comunale di Gorgo al Monticano) è iniziato un piccolo ma costante flusso abitativo con la singolarità che vede buona parte dei nuovi abitanti provenire dalla provincia di Vicenza (Altopiano dei Sette Comuni, Bassano del Grappa, Borso del Grappa, Nove). Durante la fine della seconda guerra mondiale la frazione, posta al sicuro dai bombardamenti su Motta, è diventata sede comunale nelle vecchie scuole elementari e sede della parrocchia del duomo di Motta in un piccolo magazzino mobile di legno messo a disposizione da un commerciante di tessuti di Motta (signor Pin). Attualmente il vanto del territorio è il vino rosso, che in diverse tipologie e prodotto da circa una quindicina di aziende medio piccole.

## Infrastrutture e trasporti

### Strade
- Strada statale 53 Via Postumia
- Strada provinciale 51 "di Meduna"
- Strada provinciale 12 "Mure"
- Strada provinciale 52 "del Livenza"
- Strada provinciale 53 "Magnadola"
- Strada provinciale 166 "Malintrada"

### Ferrovie
La città è servita dalla stazione omonima lungo la linea Treviso-Portogruaro.

## Amministrazione
| Periodo        | Periodo           | Primo cittadino   | Partito               | Carica  | Note   |
| -------------- | ----------------- | ----------------- | --------------------- | ------- | ------ |
| 10 maggio 1985 | 15 luglio 1990    | Arnaldo Brunetto  | DC                    | sindaco | [ 16 ] |
| 15 luglio 1990 | 24 aprile 1995    | Alberto Vidi      | DC                    | sindaco | [ 17 ] |
| 24 aprile 1995 | 14 giugno 1999    | Alberto Vidi      | lista civica          | sindaco | [ 18 ] |
| 14 giugno 1999 | 20 settembre 2002 | Graziano Panighel | Liga Veneta-Lega Nord | sindaco | [ 19 ] |
| 27 maggio 2003 | 15 aprile 2008    | Graziano Panighel | Lega Nord             | sindaco | [ 20 ] |
| 15 aprile 2008 | 27 maggio 2013    | Paolo Speranzon   | Lega Nord             | sindaco | [ 21 ] |
| 27 maggio 2013 | 27 maggio 2018    | Paolo Speranzon   | Lega Nord             | sindaco | [ 21 ] |
| 12 giugno 2018 | 15 maggio 2023    | Alessandro Righi  | Lega Nord             | sindaco | [ 22 ] |
| 15 maggio 2023 | in carica         | Alessandro Righi  | Lega Nord             | sindaco | [ 22 ] |

### Gemellaggi
- L'Isle-Jourdain
- Cherso
- Parakou - L'accordo prevede la promozione di scambi nell'ambito della sanità e dell'ambiente, dell'educazione e della formazione dei giovani, dell'artigianato e della cultura per sostenere lo sviluppo del Paese Africano.